# Dschenin-Brigaden
Die Dschenin-Brigaden, auch bekannt als Dschenin-Battalion (arabisch كتيبة جنين, DMG Katībat Ǧanīn), sind eine militante palästinensische Gruppierung. Sie wurde 2021 von Jamil al-Amouri, einem militanten Mitglied des Islamischen Dschihads in Palästina (PIJ), in Dschenin ins Leben gerufen. Die Organisation hat ihren Sitz im Flüchtlingslager von Dschenin.

## Geschichte und Hintergrund
Die Dschenin-Brigaden, die angeblich von Jamil al-Amouri vor seinem Tod im Juni 2021 im Dschenin-Flüchtlingslager gegründet wurden, wurden erstmals bekannt, nachdem sie am 6. September 2021 an der Flucht palästinensischer Gefangener aus dem israelischen Gilboa-Gefängnis teilgenommen hatten.

## Aktivitäten
Die Dschenin-Brigaden haben bewaffnete Zusammenstöße mit israelischen Streitkräften gehabt.

## Ideologie
Die Dschenin-Brigaden behaupten, dass sie „der Widerstand“ sind. Sie fordern bewaffneten Widerstand und laden die palästinensischen Behörden ein, sich an der Bewegung zu beteiligen.

## Mitglieder
Mateen Dabaya
Mateen Dabaya wurde von den Dschenin-Brigaden als Anführer der Gruppe anerkannt. Er wurde im Oktober 2022 im Alter von 20 Jahren während einer von den israelischen Streitkräften durchgeführten Militäroperation im Dschenin-Flüchtlingslager getötet.

## Angriffe
- Entführung von Tiran Fero, einem 17-jährigen israelisch-drusischem Studenten[5]